# Omroep Centraal
Omroep Centraal is de lokale publieke omroep van de Gemeente Gemert-Bakel. De zender startte in 1988 als radiozender, onder de naam 'Gemert Centraal'. In eerste instantie verzorgde men alleen radio-uitzendingen, maar al na twee jaar, in 1990, werd de zender versterkt met de Kabelkrant en TV. Na de samenvoeging van de gemeenten Gemert en Bakel, op 1 januari 1997, werd onze naam veranderd in Omroep Centraal Gemert-Bakel.
In februari 2022 werd de omroep door de toen twee resterende bestuursleden achter de rug van de medewerkers om verkwanseld aan de lokale omroep van Laarbeek. De vrijwilligers van Omroep Centraal besloten unaniem om daar niet in mee te gaan en zij richtten een nieuwe vereniging op: Omroep Centraal TV. Wel was men de zendmachtiging kwijt, en waren zodoende aangewezen op de social media. Het voordeel daarvan was dat het aantal kijkers dat men bereikte enorm groeide.
In maart 2023 besloten gemeenteraad en College van B&W het NLPO te adviseren de zendmachtiging weer aan Omroep Centraal toe te kennen, en zo geschiedde. Na de verplichte periode waarin zienswijzen en bezwaarschriften konden worden ingediend door Omroep PeelRand, en daarna de administratieve rompslomp met de diverse providers, is Omroep Centraal sinds 1 augustus 2023 ook weer op het tv-scherm te zien, KPN kanaal 1304, T-Mobile kanaal 879 en Ziggo kanaal 48.
Omdat Omroep Centraal uitsluitend tv-uitzendingen maakt, en de NLPO ook radio-uitzendingen eist, is de omroep in een samenwerkingsverband met Omroep PeelRand getreden; zij verzorgen de radio, waarbij de nieuwsberichten ook Gemert-Bakels nieuws bevatten.
Men kan live-uitzendingen, nieuwsberichten, agendaberichten en films zien op de genoemde tv-kanalen, maar ook op omroepcentraal.tv en verder op YouTube en op Facebook.